# آنونیز
آنونیز (به فرانسوی: Annois) یک کمون در فرانسه است که در ان (ا-دو-فرانس) واقع شده‌است. آنونیز ۵٫۹ کیلومتر مربع مساحت دارد ۶۵ متر بالاتر از سطح دریا واقع شده‌است.